# ビザール・ラヴ・トライアングル
「ビザール・ラヴ・トライアングル」（Bizarre Love Triangle）は、ニュー・オーダーが1986年に発表したヒット曲である。

## 解説
- アルバム『ブラザーフッド』からシングルカットされた曲である。
- シングルと12インチシングルでリリースされ、12インチ・ヴァージョンではシェップ・ペティボーンがリミックスを手掛けている。ちなみにシェップ・ペティボーンは次のシングル「トゥルー・フェイス」でもリミックスを手掛けている。ファクトリー・レコードのカタログ番号はFAC 163。
- 全英シングルチャート最高位56位[1]、全米のダンスチャートでは前作「ステイト・オブ・ザ・ネイション」とのカップリングによるシングルが最高位4位を記録した。
- プロモーションビデオはウィリアム・ギブスン原作の映画「JM」の監督としても知られる、現代芸術家のロバート・ロンゴが製作。歌のサビの部分では、スーツ姿の男と女が真っ青な空の中を飛び跳ねるように宙を舞い落下していくという映像や、曲中、映画のワンシーンのような男女の言い合い[2]（前述の男女とは別人）が挿入される。このプロモーションビデオをピーター・バラカンは（ニュー・オーダーのバンドとしての演奏能力の低さを引き合いに出しながらも）大絶賛している。

## 収録曲
日本では当時ファクトリー・レコードの販売を行っていた日本コロムビアより12インチシングルのみリリースされた。収録曲は以下のとおり。ちなみに「ビザール・ダブ・トライアングル」はその名のとおりこの曲のダブ・ヴァージョンである。
- Side-A ビザール・ラヴ・トライアングル Bizarre Love Triangle - 6:44
- Side-B ビザール・ダブ・トライアングル Bizarre Dub Triangle - 7:00

## チャート
| チャート（1986年）               | 最高順位 |
| -------------------------------- | -------- |
| イギリス（全英シングルチャート） | 56       |

## 備考
- この曲は多くのアーティストにカバーされている。
- 2005年にリリースされたベスト・アルバム「シングルズ」にはボーナストラックとしてリチャードXがリミックスしたヴァージョンが収録されている。
- 『ローリング・ストーン』誌が選ぶ最も偉大な500曲（2021年版）において、220位にランクされている[3]。